# Jean Barney
Jean Barney (* 1947) ist ein französischer Schauspieler.

## Leben
Seinem Filmdebüt 1968 in der Hauptrolle des "King" in Trois filles vers le soleil folgen unter anderem Nebenrollen in Jean-Paul Rappeneaus Historienkomödie Musketier mit Hieb und Stich und Denys de La Patellières Der Killer und der Kommissar sowie die männliche Hauptrolle des Tortu neben Jane Birkin in Catherine & Co (1974). Im TV vielbeschäftigt, spielt er 1978 die Titelrolle des Henri IV in Marcel Camus’ Mini-Serie Heinrich, der gute König. Spezialisiert ist Barney vor allem auf Theaterverfilmungen, so neben Claude Jade in der TV-Adaptation von Jacques Devals Il y a longtemps que je t'aime und neben Mary Marquet in der Dürrenmatt-Verfilmung Der Besuch der alten Dame. Im Kino spielt Jean Barney seit Mitte der 80er eher in Nebenrollen in Drei Männer und ein Baby, Jean-Pierre Mockys Vindage und Bertrand Bliers Wie sehr liebst du mich? (2005, mit Monica Bellucci)
Im Fernsehen ist Barney weiterhin ein beliebter Hauptdarsteller in Filmen (neben der einstigen Louis-de-Funès-Filmgattin Claude Gensac in der Komödie Quiproquos!, als Bergougnoux in Maurice Frydlands Terres gelées, als zweiter Ehemann von Claude Jade in Jacques Richards Porté disparu, als Bob in Michel Langs Bébé coup de foudre, als Hervé neben Carmen Chaplin in Ciel d'orage und neben Richard Bohringer in Villa Vanille) und Serien (neben Bernard Giraudeau in La Poursuite du vent), international u. a. als Gaststar in der Serie Relic Hunter.
Im TV-Film "Il y a longtemps que je t'aime" sang Jean Barney im Duett mit Claude Jade 1974 das Lied "À la claire fontaine" (À la claire fontaine, m'en allant promener, J'ai trouvé l'eau si belle que je m'y suis baigné. Il y a longtemps que je t'aime, jamais je ne t'oublirai…).

## Filmografie (Auswahl)
- 1968: Mädchen auf Seitenwegen (Trois filles vers le soleil)
- 1971: Musketier mit Hieb und Stich (Les Mariés de l’an II)
- 1971–1981: Au théâtre ce soir (Fernsehreihe, 12 Folgen)
- 1972: Der Killer und der Kommissar (Le tueur)
- 1975: Catherine & Co. (Catherine et Cie)
- 1979: Der rote Pullover (Le pull-over rouge)
- 1979: Heinrich, der gute König (Le roi qui vient du sud, Fernsehmehrteiler)
- 1981: Rette deine Haut, Killer (Pour la peau d’un flic)
- 1983: Mit Rose und Revolver (Les Brigades du Tigre, Fernsehserie, 1 Folge)
- 1984: Polar – Ein Detektiv sieht schwarz (Polar)
- 1985: Drei Männer und ein Baby (3 hommes et un couffin)
- 1987: Cross – Zwei knallharte Profis (Cross)
- 1987: Schloss zu vermieten (Florence ou La vie de château, Fernsehserie, 3 Folgen)
- 1995: Porté disparu
- 1996: Mein Mann – Für deine Liebe mach ich alles (Mon homme)
- 1996: Sex, Lügen und Intrigen (Portraits chinois)
- 2000–2009: Julie Lescaut (Fernsehserie, 6 Folgen)
- 2001: Relic Hunter – Die Schatzjägerin (Relic Hunter, Fernsehserie, 1 Folge)
- 2002: Nestor Burmas Abenteuer in Paris (Nestor Burma, Fernsehserie, 1 Folge)
- 2005: Wie sehr liebst du mich? (Combien tu m’aimes?)
- 2008: Plus belle la vie (Fernsehserie, 30 Folgen)